# Кумсай (Кумсайский сельский округ)
Кумсай (каз. Құмсай) — село в Мугалжарском районе Актюбинской области Казахстана. Административный центр Кумсайского сельского округа. Код КАТО — 154855100.

## Население
В 1999 году население села составляло 1069 человек (528 мужчин и 541 женщина). По данным переписи 2009 года, в селе проживало 756 человек (368 мужчин и 388 женщин).